# 2868 Upupa
2868 Upupa (1972 UA) là một tiểu hành tinh vành đai chính được phát hiện ngày 30 tháng 10 năm 1972 bởi P. Wild ở Zimmerwald. Nó được đặt theo tên a bird, hoopoe (Upupa epops).